# Torneo Bicentenario 2010 Liga de Nuevos Talentos
El Torneo Bicentenario 2010 de la Liga de Nuevos Talentos fue el 26º corto que cerró la LXI temporada de la Segunda División. Contó con la participación de 28 equipos. El Universitario Hidalguense se proclamó campeón de la categoría tras vencer al América Coapa.
El sistema de competición de este torneo es el mismo del Torneo Apertura 2009. Este se desarrolla en dos fases:
- Fase de calificación: que se integra por las 16 o 18 jornadas del torneo.
- Fase final: que se integra por los partidos de ida y vuelta en rondas de cuartos de final, de semifinal y final.

### Fase de calificación
En la fase de calificación se observará el sistema de puntos. La ubicación en la tabla general está sujeta a lo siguiente:
En la fase de calificación se observará el sistema de puntos, apareciendo en los calendarios de juego 
primero el nombre del club local seguido del nombre del club visitante. 
La ubicación en las Tablas de Clasificación por Grupo estará sujeta al número de puntos obtenidos en 
cada partido de acuerdo al resultado. 
- Por juego ganado: 3 puntos
  - Si el equipo visitante gana el juego por diferencia de dos goles, se le otorgará 1 punto adicional. Aplica únicamente para partidos jugados; no aplica para partidos ganados por motivo de resolución.

- Por juego empatado: 1 punto
  - Tratándose de empates a dos o más goles, será obligatoria la participación de los Equipos participantes en una serie de tiros penales, conforme al criterio establecido en el Artículo 31 del presente Reglamento; otorgándosele 1 punto adicional al Equipo que resulte ganador de dicha serie.

- Por juego perdido: 0 puntos

En esta fase participan los 28 clubes de la Liga de Nuevos Talentos jugando en cada grupo todos contra todos durante las jornadas respectivas, a un solo partido.
El orden de los clubes al final de la Fase de Calificación del Torneo corresponderá a la suma de los puntos obtenidos por cada uno de ellos y se presentará en forma descendente. Si al finalizar las 16 o 18 jornadas del Torneo, dos o más clubes estuviesen empatados en puntos, su posición en la Tabla general será determinada atendiendo a los siguientes criterios de desempate:
1. Mejor diferencia entre los goles anotados y recibidos.
2. Mayor número de goles anotados.
3. Marcadores particulares entre los Clubes empatados.
4. Mayor número de goles anotados como visitante.
5. Mejor ubicado en la Tabla general de cociente.
6. Tabla Fair Play.
7. Sorteo.

Para determinar los lugares que ocuparán los clubes que participen en la fase final del torneo se tomará como base la Tabla general de clasificación.
Participan automáticamente por el título de Campeón de la Liga de Nuevos Talentos los primeros 2 lugares de cada grupo y los dos mejores terceros (8 en total).

### Fase final
Los 8 clubes calificados para esta fase del torneo serán reubicados de acuerdo con el lugar que ocupen en la Tabla general al término de la jornada 16 o 18, con el puesto del número uno al club mejor clasificado, y así hasta el #8. Los partidos a esta Fase se desarrollarán a visita, en las siguientes etapas:
- Cuartos de final
- Semifinales
- Final

Los clubes vencedores en los partidos de cuartos de final y semifinal serán aquellos que en los dos juegos anoten el mayor número de goles. De existir empate en el número de goles anotados, la posición se definirá a favor del club con mayor cantidad de goles a favor cuando actúe como visitante.
Si una vez aplicado el criterio anterior los clubes siguieran empatados, se observará la posición de los clubes en la Tabla general de clasificación.
Los partidos correspondientes a la fase final se jugarán obligatoriamente los días miércoles y sábado, y jueves y domingo eligiendo, en su caso, exclusivamente en forma descendente, los cuatro Clubes mejor clasificados en la Tabla general al término de la jornada 12, el día y horario de su partido como local. Los siguientes cuatro Clubes podrán elegir únicamente el horario.
El Club vencedor de la Final y por lo tanto Campeón, será aquel que en los dos partidos anote el mayor número de goles. Si al término del tiempo reglamentario el partido está empatado, se agregarán dos tiempos extras de 15 minutos cada uno. De persistir el empate en estos periodos, se procederá a lanzar tiros penales hasta que resulte un vencedor.

Los partidos de Cuartos de final se jugarán de la siguiente manera:
2o vs 7o 
3o vs 6o 

En las Semifinales participarán los cuatro Clubes vencedores de Cuartos de final, reubicándolos del uno al cuatro, de acuerdo a su mejor posición en la Tabla general de clasificación al término de la jornada 15 del Torneo correspondiente, enfrentándose:

Disputarán el título de Campeón de los Torneos Apertura 2009 y Bicentenario 2010 los dos clubes vencedores de la fase semifinal correspondiente, reubicándolos del uno al dos, de acuerdo a su mejor posición en la Tabla general de clasificación al término de las jornadas de cada torneo.

## Equipos participantes

### Zona Sureste
| Equipo                 | Ciudad                    | Estadio                     |
| ---------------------- | ------------------------- | --------------------------- |
| Alebrijes de Oaxaca    | Oaxaca, Oaxaca            | Manuel Cabrera Carrasquedo  |
| Cuautla                | Cuautla, Morelos          | Isidro Gil Tapia            |
| Emperadores de Texcoco | Texcoco, Estado de México | Municipal Papalotla         |
| FICUMDEP Xalapa        | Xalapa, Veracruz          | Deportivo Los Pinos         |
| Lobos Prepa            | Puebla, Puebla            | Ciudad Universitaria Puebla |
| Jaguares de Tabasco    | Villahermosa, Tabasco     | Cefor Atlante Tabasco       |
| Titanes de Tulancingo  | Tulancingo, Hidalgo       | Primero de Mayo             |
| U.A. de Hidalgo        | Pachuca, Hidalgo          | Club Hidalguense            |
| Valle del Mezquital    | Tezontepec, Hidalgo       | San Juan                    |

### Zona Bajío
| Equipo                              | Ciudad                        | Estadio                                   |
| ----------------------------------- | ----------------------------- | ----------------------------------------- |
| Académicos                          | Zapopan, Jalisco              | Club Atlas Chapalita                      |
| Alto Rendimiento Tuzo               | San Agustín Tlaxiaca, Hidalgo | Universidad del Fútbol                    |
| América Coapa                       | México, D.F.                  | Club América Coapa Cancha No. 2           |
| Estudiantes Tecos "B"               | Zapopan, Jalisco              | Tres de Marzo / Cancha 2 Jorge Campos UAG |
| Gallos Blancos de Izcalli           | Uruapan, Michoacán            | Unidad Deportiva Hermanos López Rayón     |
| Inter Tehuacán                      | Tehuacán, Puebla              | Deportivo Plutarco Elías Calles           |
| Lobos París Poza Rica               | Poza Rica, Veracruz           | 18 de Marzo                               |
| Loritos de la Universidad de Colima | Colima, Colima                | Universitario San Jorge                   |
| C.D. Oro                            | Ocotlán, Jalisco              | Municipal de Ocotlán                      |
| Panteras de San Andrés              | León, Guanajuato              | Casa Club León / Granja Las Maravillas    |

### Zona Noroeste
| Equipo                     | Ciudad                      | Estadio                                     |
| -------------------------- | --------------------------- | ------------------------------------------- |
| C.D. Apodaca               | Apodaca, Nuevo León         | Unidad Deportiva Centro / Capital Deportiva |
| Cachorros de la UANL       | Zuazua, Nuevo León          | Instalaciones de Zuazua                     |
| Correcaminos UAT "B"       | Ciudad Victoria, Tamaulipas | Profesor Eugenio Alvizo Porras              |
| Deportivo Axtla            | Axtla, San Luis Potosí      | Municipal Garzas Blancas                    |
| Deportivo Durango          | Durango, Durango            | Francisco Zarco                             |
| Indios Cuauhtémoc          | Cuauhtémoc, Chihuahua       | Olímpico de Cuauhtémoc                      |
| Millonarios de La Joya     | Guadalupe, Nuevo León       | Capital Deportiva                           |
| Orinegros de Ciudad Madero | Ciudad Madero, Tamaulipas   | Unidad Deportiva Ciudad Madero              |
| UAZ                        | Fresnillo, Zacatecas        | Campo Empastado Minera Fresnillo            |

## Grupos

### Zona Sureste
| Pos. | Equipo                              | Pts. | PJ | G  | E | P  | GF | GC | Dif. | Clasificación       |
| ---- | ----------------------------------- | ---- | -- | -- | - | -- | -- | -- | ---- | ------------------- |
| 1    | Lobos Prepa                         | 37   | 16 | 11 | 2 | 3  | 54 | 23 | +31  | Liguilla de ascenso |
| 2    | Universidad Autónoma de Hidalgo (C) | 35   | 16 | 11 | 1 | 4  | 48 | 14 | +34  | Liguilla de ascenso |
| 3    | Titanes de Tulancingo               | 35   | 16 | 11 | 2 | 3  | 44 | 16 | +28  | Liguilla de ascenso |
| 4    | Cuautla                             | 31   | 16 | 10 | 1 | 5  | 36 | 16 | +20  |                     |
| 5    | Alebrijes de Oaxaca                 | 28   | 16 | 7  | 4 | 5  | 21 | 20 | +1   |                     |
| 6    | Valle del Mezquital                 | 18   | 16 | 5  | 2 | 9  | 34 | 51 | −17  |                     |
| 7    | FICUMDEP Xalapa                     | 14   | 16 | 3  | 3 | 10 | 26 | 48 | −22  |                     |
| 8    | Jaguares de Tabasco                 | 11   | 16 | 3  | 2 | 11 | 20 | 53 | −33  |                     |
| 9    | Emperadores de Texcoco              | 7    | 16 | 2  | 1 | 13 | 22 | 64 | −42  |                     |

 Fuente: RSSSF

### Zona Bajío
| Pos. | Equipo                              | Pts. | PJ | G  | E | P  | GF | GC | Dif. | Clasificación         |
| ---- | ----------------------------------- | ---- | -- | -- | - | -- | -- | -- | ---- | --------------------- |
| 1    | América Coapa                       | 41   | 18 | 12 | 3 | 3  | 34 | 12 | +22  | Liguilla de ascenso   |
| 2    | Académicos de Atlas                 | 40   | 18 | 11 | 5 | 2  | 38 | 15 | +23  | Liguilla de ascenso   |
| 3    | Inter de Tehuacán                   | 37   | 18 | 10 | 4 | 4  | 37 | 15 | +22  | Liguilla de ascenso   |
| 4    | Panteras de San Andrés              | 35   | 18 | 11 | 2 | 5  | 35 | 24 | +11  |                       |
| 5    | Lobos París Poza Rica               | 32   | 18 | 9  | 4 | 5  | 28 | 17 | +11  |                       |
| 6    | Loritos de la Universidad de Colima | 29   | 18 | 8  | 3 | 7  | 29 | 34 | −5   |                       |
| 7    | Estudiantes Tecos "B"               | 19   | 18 | 3  | 7 | 8  | 24 | 23 | +1   |                       |
| 8    | Gallos Blancos de Izcalli           | 17   | 18 | 2  | 6 | 10 | 14 | 31 | −17  |                       |
| 9    | C.D. Oro                            | 16   | 18 | 4  | 3 | 11 | 16 | 37 | −21  |                       |
| 10   | Alto Rendimiento Tuzo (D)           | 4    | 18 | 0  | 3 | 15 | 9  | 54 | −45  | Descenso de Categoría |

 Fuente: RSSSF

### Zona Noroeste
| Pos. | Equipo                            | Pts. | PJ | G  | E | P  | GF | GC | Dif. | Clasificación       |
| ---- | --------------------------------- | ---- | -- | -- | - | -- | -- | -- | ---- | ------------------- |
| 1    | Correcaminos de la UAT "B"        | 42   | 16 | 13 | 2 | 1  | 48 | 13 | +35  | Liguilla de ascenso |
| 2    | Indios Cuauhtémoc                 | 33   | 16 | 8  | 6 | 2  | 24 | 16 | +8   | Liguilla de ascenso |
| 3    | Cachorros de la UANL              | 30   | 16 | 7  | 6 | 3  | 42 | 21 | +21  |                     |
| 4    | Deportivo Durango                 | 30   | 16 | 8  | 5 | 3  | 34 | 21 | +13  |                     |
| 5    | Universidad Autónoma de Zacatecas | 22   | 16 | 6  | 3 | 7  | 27 | 29 | −2   |                     |
| 6    | C.D. Apodaca                      | 20   | 16 | 5  | 3 | 8  | 24 | 25 | −1   |                     |
| 7    | Orinegros de Ciudad Madero        | 20   | 16 | 6  | 1 | 9  | 22 | 28 | −6   |                     |
| 8    | Deportivo Axtla                   | 19   | 16 | 4  | 4 | 8  | 26 | 43 | −17  |                     |
| 9    | Millonarios de La Joya            | 0    | 16 | 0  | 0 | 16 | 13 | 64 | −51  |                     |

 Fuente: RSSSF

## Tabla general
| Pos. | Equipo                              | Pts. | PJ | G  | E | P  | GF | GC | Dif. | Clasificación         |
| ---- | ----------------------------------- | ---- | -- | -- | - | -- | -- | -- | ---- | --------------------- |
| 1    | Correcaminos de la UAT "B"          | 42   | 16 | 13 | 2 | 1  | 48 | 13 | +35  | Liguilla de ascenso   |
| 2    | América Coapa                       | 41   | 18 | 12 | 3 | 3  | 34 | 12 | +22  | Liguilla de ascenso   |
| 3    | Académicos de Atlas                 | 40   | 18 | 11 | 5 | 2  | 38 | 15 | +23  | Liguilla de ascenso   |
| 4    | Inter de Tehuacán                   | 37   | 18 | 10 | 4 | 4  | 37 | 15 | +22  | Liguilla de ascenso   |
| 5    | Lobos Prepa                         | 37   | 16 | 11 | 2 | 3  | 54 | 23 | +31  | Liguilla de ascenso   |
| 6    | Universidad Autónoma de Hidalgo (C) | 35   | 16 | 11 | 1 | 4  | 48 | 14 | +34  | Liguilla de ascenso   |
| 7    | Titanes de Tulancingo               | 35   | 16 | 11 | 2 | 3  | 44 | 16 | +28  | Liguilla de ascenso   |
| 8    | Panteras de San Andrés              | 35   | 18 | 11 | 2 | 5  | 35 | 24 | +11  |                       |
| 9    | Indios Cuauhtémoc                   | 33   | 16 | 8  | 6 | 2  | 24 | 16 | +8   | Liguilla de ascenso   |
| 10   | Lobos París Poza Rica               | 32   | 18 | 9  | 4 | 5  | 28 | 17 | +11  |                       |
| 11   | Cuautla                             | 31   | 16 | 10 | 1 | 5  | 36 | 16 | +20  |                       |
| 12   | Cachorros de la UANL                | 30   | 16 | 7  | 6 | 3  | 42 | 21 | +21  |                       |
| 13   | Deportivo Durango                   | 30   | 16 | 8  | 5 | 3  | 34 | 21 | +13  |                       |
| 14   | Loritos de la Universidad de Colima | 29   | 18 | 8  | 3 | 7  | 29 | 34 | −5   |                       |
| 15   | Alebrijes de Oaxaca                 | 28   | 16 | 7  | 4 | 5  | 21 | 20 | +1   |                       |
| 16   | Universidad Autónoma de Zacatecas   | 22   | 16 | 6  | 3 | 7  | 27 | 29 | −2   |                       |
| 17   | C.D. Apodaca                        | 20   | 16 | 5  | 3 | 8  | 24 | 25 | −1   |                       |
| 18   | Orinegros de Ciudad Madero          | 20   | 16 | 6  | 1 | 9  | 22 | 28 | −6   |                       |
| 19   | Estudiantes Tecos "B"               | 19   | 18 | 3  | 7 | 8  | 24 | 23 | +1   |                       |
| 20   | Deportivo Axtla                     | 19   | 16 | 4  | 4 | 8  | 26 | 43 | −17  |                       |
| 21   | Valle del Mezquital                 | 18   | 16 | 5  | 2 | 9  | 34 | 51 | −17  |                       |
| 22   | Gallos Blancos de Izcalli           | 17   | 18 | 2  | 6 | 10 | 14 | 31 | −17  |                       |
| 23   | C.D. Oro                            | 16   | 18 | 4  | 3 | 11 | 16 | 37 | −21  |                       |
| 24   | FICUMDEP Xalapa                     | 14   | 16 | 3  | 3 | 10 | 26 | 48 | −22  |                       |
| 25   | Jaguares de Tabasco                 | 11   | 16 | 3  | 2 | 11 | 20 | 53 | −33  |                       |
| 26   | Emperadores de Texcoco              | 7    | 16 | 2  | 1 | 13 | 22 | 64 | −42  |                       |
| 27   | Alto Rendimiento Tuzo (D)           | 4    | 18 | 0  | 3 | 15 | 9  | 54 | −45  | Descenso de Categoría |
| 28   | Millonarios de La Joya              | 0    | 16 | 0  | 0 | 16 | 13 | 64 | −51  |                       |

 Fuente: RSSSF

## Torneo Regular
| Jornada 1               | Jornada 1    | Jornada 1              | Jornada 1                      | Jornada 1           | Jornada 1           | Jornada 1    | Jornada 1    | Jornada 1    | Jornada 1    | Jornada 1    |
| Zona Sureste            | Zona Sureste | Zona Sureste           | Zona Sureste                   | Zona Sureste        | Zona Sureste        | Zona Sureste | Zona Sureste | Zona Sureste | Zona Sureste | Zona Sureste |
| Local                   | Resultado    | Visitante              | Estadio                        | Fecha               | Hora                |              |              |              |              |              |
| ----------------------- | ------------ | ---------------------- | ------------------------------ | ------------------- | ------------------- | ------------ | ------------ | ------------ | ------------ | ------------ |
| Lobos Prepa             | 5 - 1        | FICUMDEP Xalapa        | Ciudad Universitaria Puebla    | 9 de enero          | 13:00               |              |              |              |              |              |
| Cuautla                 | 3 - 1        | Alebrijes de Oaxaca    | Isidro Gil Tapia               | 10 de enero         | 16:00               |              |              |              |              |              |
| Valle del Mezquital     | 0 - 3        | Tulancingo             | San Juan                       | Otorgado            | Otorgado            |              |              |              |              |              |
| U.A. de Hidalgo         | 3 - 0        | Emperadores de Texcoco | Club Hidalguense               | Otorgado            | Otorgado            |              |              |              |              |              |
| DESCANSO                | DESCANSO     | DESCANSO               | Jaguares de Tabasco            | Jaguares de Tabasco | Jaguares de Tabasco |              |              |              |              |              |
| Zona Bajío              |              |                        |                                |                     |                     |              |              |              |              |              |
| Local                   | Resultado    | Visitante              | Estadio                        | Fecha               | Hora                |              |              |              |              |              |
| Alto Rendimiento Tuzo   | 1 - 1        | Académicos             | Universidad del Fútbol         | 9 de enero          | 11:00               |              |              |              |              |              |
| Panteras de San Andrés  | 0 - 3        | Lobos París Poza Rica  | N.D.                           | 9 de enero          | 11:00               |              |              |              |              |              |
| Estudiantes Tecos "B"   | 0 - 1        | Loritos U. de C.       | Tres de Marzo                  | 9 de enero          | 16:00               |              |              |              |              |              |
| Gallos Blancos          | 1 - 4        | América Coapa          | U.D. Hermanos López Rayón      | 10 de enero         | 15:00               |              |              |              |              |              |
| CD Oro                  | 0 - 3        | Inter Tehuacán         | Municipal de Ocotlán           | Otorgado            | Otorgado            |              |              |              |              |              |
| Zona Noroeste           |              |                        |                                |                     |                     |              |              |              |              |              |
| Local                   | Resultado    | Visitante              | Estadio                        | Fecha               | Hora                |              |              |              |              |              |
| Durango "B"             | 2 - 0        | CD Apodaca             | Francisco Zarco                | 8 de enero          | 16:00               |              |              |              |              |              |
| Orinegros Ciudad Madero | 1 - 2        | Indios Cuauhtémoc      | Unidad Deportiva Ciudad Madero | 8 de enero          | 20:00               |              |              |              |              |              |
| Cachorros UANL          | 2 - 1        | Correcaminos UAT "B"   | Instalaciones de Zuazua        | 9 de enero          | 10:00               |              |              |              |              |              |
| Millonarios de La Joya  | 0 - 3        | UAZ                    | Capital Deportiva              | Otorgado            | Otorgado            |              |              |              |              |              |
| DESCANSO                | DESCANSO     | DESCANSO               | Deportivo Axtla                | Deportivo Axtla     | Deportivo Axtla     |              |              |              |              |              |

| Jornada 2              | Jornada 2    | Jornada 2               | Jornada 2                         | Jornada 2       | Jornada 2       | Jornada 2    | Jornada 2    | Jornada 2    | Jornada 2    | Jornada 2    |
| Zona Sureste           | Zona Sureste | Zona Sureste            | Zona Sureste                      | Zona Sureste    | Zona Sureste    | Zona Sureste | Zona Sureste | Zona Sureste | Zona Sureste | Zona Sureste |
| Local                  | Resultado    | Visitante               | Estadio                           | Fecha           | Hora            |              |              |              |              |              |
| ---------------------- | ------------ | ----------------------- | --------------------------------- | --------------- | --------------- | ------------ | ------------ | ------------ | ------------ | ------------ |
| Alebrijes de Oaxaca    | 5 - 1        | Valle del Mezquital     | Manuel Cabrera Carrasquedo        | 16 de enero     | 15:00           |              |              |              |              |              |
| FICUMDEP Xalapa        | 5 - 3        | Jaguares de Tabasco     | Deportivo Los Pinos               | 17 de enero     | 12:00           |              |              |              |              |              |
| Tulancingo             | 4 - 1        | Lobos Prepa             | Primero de Mayo                   | 17 de enero     | 12:00           |              |              |              |              |              |
| Emperadores de Texcoco | 3 - 0        | Cuautla                 | Municipal Papalotla               | Otorgado        | Otorgado        |              |              |              |              |              |
| DESCANSO               | DESCANSO     | DESCANSO                | U.A. de Hidalgo                   | U.A. de Hidalgo | U.A. de Hidalgo |              |              |              |              |              |
| Zona Bajío             |              |                         |                                   |                 |                 |              |              |              |              |              |
| Local                  | Resultado    | Visitante               | Estadio                           | Fecha           | Hora            |              |              |              |              |              |
| América Coapa          | 2 - 1        | Estudiantes Tecos "B"   | Inst. Club América Coapa          | 15 de enero     | 15:00           |              |              |              |              |              |
| Inter Tehuacán         | 4 - 1        | Panteras de San Andrés  | Dptvo. Plutarco Elías Calles      | 16 de enero     | 12:00           |              |              |              |              |              |
| Lobos París Poza Rica  | 1 - 1        | Gallos Blancos          | 18 de Marzo                       | 16 de enero     | 19:30           |              |              |              |              |              |
| Académicos             | 5 - 1        | CD Oro                  | Club Atlas Chapalita              | 17 de enero     | 12:00           |              |              |              |              |              |
| Loritos U. de C.       | 4 - 0        | Alto Rendimiento Tuzo   | Universitario San Jorge           | 17 de enero     | 12:00           |              |              |              |              |              |
| Zona Noroeste          |              |                         |                                   |                 |                 |              |              |              |              |              |
| Local                  | Resultado    | Visitante               | Estadio                           | Fecha           | Hora            |              |              |              |              |              |
| Correcaminos UAT "B"   | 4 - 2        | Durango "B"             | Prof. Eugenio Alvizo Porras       | 15 de enero     | 16:00           |              |              |              |              |              |
| UAZ                    | 4 - 1        | Orinegros Ciudad Madero | Campo Empastado Minera Fresnillo  | 16 de enero     | 15:00           |              |              |              |              |              |
| CD Apodaca             | 3 - 2        | Millonarios de La Joya  | Unidad Deportiva Centro           | 16 de enero     | 20:00           |              |              |              |              |              |
| Indios Cuauhtémoc      | 3 - 1        | Deportivo Axtla         | Olímpico Municipal Cd. Cuauhtémoc | 3 de marzo      | 19:00           |              |              |              |              |              |
| DESCANSO               | DESCANSO     | DESCANSO                | Cachorros UANL                    | Cachorros UANL  | Cachorros UANL  |              |              |              |              |              |

| Jornada 3               | Jornada 3    | Jornada 3              | Jornada 3                      | Jornada 3         | Jornada 3         | Jornada 3    | Jornada 3    | Jornada 3    | Jornada 3    | Jornada 3    |
| Zona Sureste            | Zona Sureste | Zona Sureste           | Zona Sureste                   | Zona Sureste      | Zona Sureste      | Zona Sureste | Zona Sureste | Zona Sureste | Zona Sureste | Zona Sureste |
| Local                   | Resultado    | Visitante              | Estadio                        | Fecha             | Hora              |              |              |              |              |              |
| ----------------------- | ------------ | ---------------------- | ------------------------------ | ----------------- | ----------------- | ------------ | ------------ | ------------ | ------------ | ------------ |
| U.A. de Hidalgo         | 4 - 0        | FICUMDEP Xalapa        | Club Hidalguense               | 22 de enero       | 12:00             |              |              |              |              |              |
| Jaguares de Tabasco     | 2 - 5        | Tulancingo             | Cefor Atlante Tabasco          | 23 de enero       | 15:30             |              |              |              |              |              |
| Valle del Mezquital     | 3 - 4        | Lobos Prepa            | San Juan                       | 23 de enero       | 16:00             |              |              |              |              |              |
| Alebrijes de Oaxaca     | 3 - 0        | Emperadores de Texcoco | Manuel Cabrera Carrasquedo     | Otorgado          | Otorgado          |              |              |              |              |              |
| DESCANSO                | DESCANSO     | DESCANSO               | Cuautla                        | Cuautla           | Cuautla           |              |              |              |              |              |
| Zona Bajío              |              |                        |                                |                   |                   |              |              |              |              |              |
| Local                   | Resultado    | Visitante              | Estadio                        | Fecha             | Hora              |              |              |              |              |              |
| América Coapa           | 2 - 0        | Lobos París Poza Rica  | Inst. Club América Coapa       | 22 de enero       | 15:00             |              |              |              |              |              |
| Panteras de San Andrés  | 0 - 3        | Académicos             | Casa Club León                 | 23 de enero       | 11:00             |              |              |              |              |              |
| Estudiantes Tecos "B"   | 5 - 0        | Alto Rendimiento Tuzo  | Tres de Marzo                  | 23 de enero       | 16:00             |              |              |              |              |              |
| CD Oro                  | 1 - 2        | Loritos U. de C.       | Municipal de Ocotlán           | 23 de enero       | 16:00             |              |              |              |              |              |
| Gallos Blancos          | 0 - 6        | Inter Tehuacán         | U.D. Hermanos López Rayón      | 24 de enero       | 15:00             |              |              |              |              |              |
| Zona Noroeste           |              |                        |                                |                   |                   |              |              |              |              |              |
| Local                   | Resultado    | Visitante              | Estadio                        | Fecha             | Hora              |              |              |              |              |              |
| Millonarios de La Joya  | 0 - 1        | Correcaminos UAT "B"   | Capital Deportiva              | 22 de enero       | 16:00             |              |              |              |              |              |
| Orinegros Ciudad Madero | 2 - 0        | CD Apodaca             | Unidad Deportiva Ciudad Madero | 22 de enero       | 20:00             |              |              |              |              |              |
| Cachorros UANL          | 1 - 2        | Durango "B"            | Instalaciones de Zuazua        | 23 de enero       | 10:00             |              |              |              |              |              |
| Deportivo Axtla         | 1 - 1        | UAZ                    | Municipal Garzas Blancas       | 23 de enero       | 15:00             |              |              |              |              |              |
| DESCANSO                | DESCANSO     | DESCANSO               | Indios Cuauhtémoc              | Indios Cuauhtémoc | Indios Cuauhtémoc |              |              |              |              |              |

| Jornada 4              | Jornada 4    | Jornada 4               | Jornada 4                         | Jornada 4           | Jornada 4           | Jornada 4    | Jornada 4    | Jornada 4    | Jornada 4    | Jornada 4    |
| Zona Sureste           | Zona Sureste | Zona Sureste            | Zona Sureste                      | Zona Sureste        | Zona Sureste        | Zona Sureste | Zona Sureste | Zona Sureste | Zona Sureste | Zona Sureste |
| Local                  | Resultado    | Visitante               | Estadio                           | Fecha               | Hora                |              |              |              |              |              |
| ---------------------- | ------------ | ----------------------- | --------------------------------- | ------------------- | ------------------- | ------------ | ------------ | ------------ | ------------ | ------------ |
| Emperadores de Texcoco | 1 - 8        | Valle del Mezquital     | Municipal Papalotla               | 30 de enero         | 11:00               |              |              |              |              |              |
| Lobos Prepa            | 9 - 1        | Jaguares de Tabasco     | Ciudad Universitaria Puebla       | 30 de enero         | 13:00               |              |              |              |              |              |
| FICUMDEP Xalapa        | 2 - 3        | Cuautla                 | Deportivo Los Pinos               | 31 de enero         | 12:00               |              |              |              |              |              |
| Tulancingo             | 2 - 1        | U.A. de Hidalgo         | Primero de Mayo                   | 31 de enero         | 12:00               |              |              |              |              |              |
| DESCANSO               | DESCANSO     | DESCANSO                | Alebrijes de Oaxaca               | Alebrijes de Oaxaca | Alebrijes de Oaxaca |              |              |              |              |              |
| Zona Bajío             |              |                         |                                   |                     |                     |              |              |              |              |              |
| Local                  | Resultado    | Visitante               | Estadio                           | Fecha               | Hora                |              |              |              |              |              |
| Alto Rendimiento Tuzo  | 0 - 1        | CD Oro                  | Universidad del Fútbol            | 30 de enero         | 11:00               |              |              |              |              |              |
| Inter Tehuacán         | 1 - 1        | América Coapa           | Dptvo. Plutarco Elías Calles      | 30 de enero         | 12:00               |              |              |              |              |              |
| Lobos París Poza Rica  | 2 - 1        | Estudiantes Tecos "B"   | 18 de Marzo                       | 30 de enero         | 19:30               |              |              |              |              |              |
| Académicos             | 1 - 0        | Gallos Blancos          | Club Atlas Chapalita              | 31 de enero         | 12:00               |              |              |              |              |              |
| Loritos U. de C.       | 3 - 2        | Panteras de San Andrés  | Universitario San Jorge           | 31 de enero         | 12:00               |              |              |              |              |              |
| Zona Noroeste          |              |                         |                                   |                     |                     |              |              |              |              |              |
| Local                  | Resultado    | Visitante               | Estadio                           | Fecha               | Hora                |              |              |              |              |              |
| Correcaminos UAT "B"   | 2 - 0        | Orinegros Ciudad Madero | Prof. Eugenio Alvizo Porras       | 29 de enero         | 16:00               |              |              |              |              |              |
| Durango "B"            | 5 - 1        | Millonarios de La Joya  | Francisco Zarco                   | 29 de enero         | 16:00               |              |              |              |              |              |
| Indios Cuauhtémoc      | 1 - 1        | Cachorros UANL          | Olímpico Municipal Cd. Cuauhtémoc | 30 de enero         | 15:00               |              |              |              |              |              |
| CD Apodaca             | 1 - 1        | Deportivo Axtla         | Unidad Deportiva Centro           | 30 de enero         | 20:00               |              |              |              |              |              |
| DESCANSO               | DESCANSO     | DESCANSO                | UAZ                               | UAZ                 | UAZ                 |              |              |              |              |              |

| Jornada 5               | Jornada 5    | Jornada 5              | Jornada 5                         | Jornada 5              | Jornada 5              | Jornada 5    | Jornada 5    | Jornada 5    | Jornada 5    | Jornada 5    |
| Zona Sureste            | Zona Sureste | Zona Sureste           | Zona Sureste                      | Zona Sureste           | Zona Sureste           | Zona Sureste | Zona Sureste | Zona Sureste | Zona Sureste | Zona Sureste |
| Local                   | Resultado    | Visitante              | Estadio                           | Fecha                  | Hora                   |              |              |              |              |              |
| ----------------------- | ------------ | ---------------------- | --------------------------------- | ---------------------- | ---------------------- | ------------ | ------------ | ------------ | ------------ | ------------ |
| U.A. de Hidalgo         | 4 - 3        | Lobos Prepa            | Club Hidalguense                  | 5 de febrero           | 12:00                  |              |              |              |              |              |
| Alebrijes de Oaxaca     | 0 - 0        | FICUMDEP Xalapa        | Tecnológico                       | 6 de febrero           | 15:00                  |              |              |              |              |              |
| Valle del Mezquital     | 4 - 2        | Jaguares de Tabasco    | San Juan                          | 6 de febrero           | 16:00                  |              |              |              |              |              |
| Cuautla                 | 2 - 0        | Tulancingo             | Isidro Gil Tapia                  | 7 de febrero           | 16:00                  |              |              |              |              |              |
| DESCANSO                | DESCANSO     | DESCANSO               | Emperadores de Texcoco            | Emperadores de Texcoco | Emperadores de Texcoco |              |              |              |              |              |
| Zona Bajío              |              |                        |                                   |                        |                        |              |              |              |              |              |
| Local                   | Resultado    | Visitante              | Estadio                           | Fecha                  | Hora                   |              |              |              |              |              |
| América Coapa           | 3 - 2        | Académicos             | Inst. Club América Coapa          | 5 de febrero           | 15:00                  |              |              |              |              |              |
| Panteras de San Andrés  | 3 - 0        | Alto Rendimiento Tuzo  | Casa Club León                    | 6 de febrero           | 11:00                  |              |              |              |              |              |
| Estudiantes Tecos "B"   | 1 - 1        | CD Oro                 | Cancha 2 Jorge Campos UAG         | 6 de febrero           | 11:00                  |              |              |              |              |              |
| Lobos París Poza Rica   | 4 - 2        | Inter Tehuacán         | 18 de Marzo                       | 6 de febrero           | 19:30                  |              |              |              |              |              |
| Gallos Blancos          | 1 - 2        | Loritos U. de C.       | U.D. Hermanos López Rayón         | 7 de febrero           | 15:00                  |              |              |              |              |              |
| Zona Noroeste           |              |                        |                                   |                        |                        |              |              |              |              |              |
| Local                   | Resultado    | Visitante              | Estadio                           | Fecha                  | Hora                   |              |              |              |              |              |
| Orinegros Ciudad Madero | 0 - 1        | Durango "B"            | Unidad Deportiva Ciudad Madero    | 5 de febrero           | 20:00                  |              |              |              |              |              |
| Cachorros UANL          | 3 - 0        | Millonarios de La Joya | Instalaciones de Zuazua           | 6 de febrero           | 10:00                  |              |              |              |              |              |
| Indios Cuauhtémoc       | 1 - 0        | UAZ                    | Olímpico Municipal Cd. Cuauhtémoc | 6 de febrero           | 15:00                  |              |              |              |              |              |
| Deportivo Axtla         | 0 - 1        | Correcaminos UAT "B"   | Municipal Garzas Blancas          | 7 de febrero           | 15:00                  |              |              |              |              |              |
| DESCANSO                | DESCANSO     | DESCANSO               | CD Apodaca                        | CD Apodaca             | CD Apodaca             |              |              |              |              |              |

| Jornada 6              | Jornada 6    | Jornada 6               | Jornada 6                        | Jornada 6            | Jornada 6            | Jornada 6    | Jornada 6    | Jornada 6    | Jornada 6    | Jornada 6    |
| Zona Sureste           | Zona Sureste | Zona Sureste            | Zona Sureste                     | Zona Sureste         | Zona Sureste         | Zona Sureste | Zona Sureste | Zona Sureste | Zona Sureste | Zona Sureste |
| Local                  | Resultado    | Visitante               | Estadio                          | Fecha                | Hora                 |              |              |              |              |              |
| ---------------------- | ------------ | ----------------------- | -------------------------------- | -------------------- | -------------------- | ------------ | ------------ | ------------ | ------------ | ------------ |
| Lobos Prepa            | 2 - 1        | Cuautla                 | Ciudad Universitaria Puebla      | 13 de febrero        | 13:00                |              |              |              |              |              |
| Jaguares de Tabasco    | 1 - 0        | U.A. de Hidalgo         | Cefor Atlante Tabasco            | 13 de febrero        | 15:30                |              |              |              |              |              |
| Tulancingo             | 2 - 0        | Alebrijes de Oaxaca     | Primero de Mayo                  | 14 de febrero        | 12:00                |              |              |              |              |              |
| FICUMDEP Xalapa        | 5 - 1        | Emperadores de Texcoco  | Deportivo Los Pinos              | 14 de febrero        | 12:00                |              |              |              |              |              |
| DESCANSO               | DESCANSO     | DESCANSO                | Valle del Mezquital              | Valle del Mezquital  | Valle del Mezquital  |              |              |              |              |              |
| Zona Bajío             |              |                         |                                  |                      |                      |              |              |              |              |              |
| Local                  | Resultado    | Visitante               | Estadio                          | Fecha                | Hora                 |              |              |              |              |              |
| Alto Rendimiento Tuzo  | 0 - 1        | Gallos Blancos          | Universidad del Fútbol           | 13 de febrero        | 11:00                |              |              |              |              |              |
| Inter Tehuacán         | 0 - 0        | Estudiantes Tecos "B"   | Dptvo. Plutarco Elías Calles     | 13 de febrero        | 12:00                |              |              |              |              |              |
| CD Oro                 | 0 - 1        | Panteras de San Andrés  | Municipal de Ocotlán             | 13 de febrero        | 16:00                |              |              |              |              |              |
| Académicos             | 2 - 0        | Lobos París Poza Rica   | Club Atlas Chapalita             | 14 de febrero        | 12:00                |              |              |              |              |              |
| Loritos U. de C.       | 3 - 2        | América Coapa           | Universitario San Jorge          | 14 de febrero        | 12:00                |              |              |              |              |              |
| Zona Noroeste          |              |                         |                                  |                      |                      |              |              |              |              |              |
| Local                  | Resultado    | Visitante               | Estadio                          | Fecha                | Hora                 |              |              |              |              |              |
| Durango "B"            | 7 - 1        | Deportivo Axtla         | Francisco Zarco                  | 12 de febrero        | 16:00                |              |              |              |              |              |
| Millonarios de La Joya | 0 - 1        | Orinegros Ciudad Madero | Capital Deportiva                | 12 de febrero        | 16:00                |              |              |              |              |              |
| UAZ                    | 1 - 1        | Cachorros UANL          | Campo Empastado Minera Fresnillo | 13 de febrero        | 15:00                |              |              |              |              |              |
| CD Apodaca             | 1 - 2        | Indios Cuauhtémoc       | Unidad Deportiva Centro          | 13 de febrero        | 20:00                |              |              |              |              |              |
| DESCANSO               | DESCANSO     | DESCANSO                | Correcaminos UAT "B"             | Correcaminos UAT "B" | Correcaminos UAT "B" |              |              |              |              |              |

| Jornada 7              | Jornada 7    | Jornada 7               | Jornada 7                         | Jornada 7       | Jornada 7       | Jornada 7    | Jornada 7    | Jornada 7    | Jornada 7    | Jornada 7    |
| Zona Sureste           | Zona Sureste | Zona Sureste            | Zona Sureste                      | Zona Sureste    | Zona Sureste    | Zona Sureste | Zona Sureste | Zona Sureste | Zona Sureste | Zona Sureste |
| Local                  | Resultado    | Visitante               | Estadio                           | Fecha           | Hora            |              |              |              |              |              |
| ---------------------- | ------------ | ----------------------- | --------------------------------- | --------------- | --------------- | ------------ | ------------ | ------------ | ------------ | ------------ |
| Emperadores de Texcoco | 1 - 3        | Tulancingo              | Municipal Papalotla               | 17 de febrero   | 11:00           |              |              |              |              |              |
| Alebrijes de Oaxaca    | 0 - 4        | Lobos Prepa             | Manuel Cabrera Carrasquedo        | 17 de febrero   | 15:00           |              |              |              |              |              |
| Cuautla                | 2 - 0        | Jaguares de Tabasco     | Isidro Gil Tapia                  | 17 de febrero   | 16:00           |              |              |              |              |              |
| Valle del Mezquital    | 0 - 2        | U.A. de Hidalgo         | San Juan                          | 17 de febrero   | 16:00           |              |              |              |              |              |
| DESCANSO               | DESCANSO     | DESCANSO                | FICUMDEP Xalapa                   | FICUMDEP Xalapa | FICUMDEP Xalapa |              |              |              |              |              |
| Zona Bajío             |              |                         |                                   |                 |                 |              |              |              |              |              |
| Local                  | Resultado    | Visitante               | Estadio                           | Fecha           | Hora            |              |              |              |              |              |
| Inter Tehuacán         | 0 - 1        | Académicos              | Dptvo. Plutarco Elías Calles      | 17 de febrero   | 11:00           |              |              |              |              |              |
| América Coapa          | 1 - 0        | Alto Rendimiento Tuzo   | Inst. Club América Coapa          | 17 de febrero   | 15:00           |              |              |              |              |              |
| Gallos Blancos         | 0 - 1        | CD Oro                  | U.D. Hermanos López Rayón         | 17 de febrero   | 15:00           |              |              |              |              |              |
| Panteras de San Andrés | 2 - 3        | Estudiantes Tecos "B"   | Casa Club León                    | 18 de febrero   | 16:00           |              |              |              |              |              |
| Lobos París Poza Rica  | 2 - 0        | Loritos U. de C.        | 18 de Marzo                       | 17 de marzo     | 19:30           |              |              |              |              |              |
| Zona Noroeste          |              |                         |                                   |                 |                 |              |              |              |              |              |
| Local                  | Resultado    | Visitante               | Estadio                           | Fecha           | Hora            |              |              |              |              |              |
| UAZ                    | 2 - 1        | CD Apodaca              | Campo Empastado Minera Fresnillo  | 16 de febrero   | 15:00           |              |              |              |              |              |
| Indios Cuauhtémoc      | 1 - 3        | Correcaminos UAT "B"    | Olímpico Municipal Cd. Cuauhtémoc | 16 de febrero   | 15:00           |              |              |              |              |              |
| Deportivo Axtla        | 4 - 0        | Millonarios de La Joya  | Municipal Garzas Blancas          | 16 de febrero   | 15:00           |              |              |              |              |              |
| Cachorros UANL         | 2 - 1        | Orinegros Ciudad Madero | Instalaciones de Zuazua           | 17 de febrero   | 10:00           |              |              |              |              |              |
| DESCANSO               | DESCANSO     | DESCANSO                | Durango "B"                       | Durango "B"     | Durango "B"     |              |              |              |              |              |

| Jornada 8               | Jornada 8    | Jornada 8              | Jornada 8                      | Jornada 8              | Jornada 8              | Jornada 8    | Jornada 8    | Jornada 8    | Jornada 8    | Jornada 8    |
| Zona Sureste            | Zona Sureste | Zona Sureste           | Zona Sureste                   | Zona Sureste           | Zona Sureste           | Zona Sureste | Zona Sureste | Zona Sureste | Zona Sureste | Zona Sureste |
| Local                   | Resultado    | Visitante              | Estadio                        | Fecha                  | Hora                   |              |              |              |              |              |
| ----------------------- | ------------ | ---------------------- | ------------------------------ | ---------------------- | ---------------------- | ------------ | ------------ | ------------ | ------------ | ------------ |
| U.A. de Hidalgo         | 2 - 0        | Cuautla                | Club Hidalguense               | 20 de febrero          | 12:00                  |              |              |              |              |              |
| Lobos Prepa             | 6 - 1        | Emperadores de Texcoco | Ciudad Universitaria Puebla    | 20 de febrero          | 13:00                  |              |              |              |              |              |
| Valle del Mezquital     | 3 - 2        | FICUMDEP Xalapa        | San Juan                       | 20 de febrero          | 16:00                  |              |              |              |              |              |
| Jaguares de Tabasco     | 0 - 0        | Alebrijes de Oaxaca    | Cefor Atlante Tabasco          | 21 de febrero          | 15:30                  |              |              |              |              |              |
| DESCANSO                | DESCANSO     | DESCANSO               | Tulancingo                     | Tulancingo             | Tulancingo             |              |              |              |              |              |
| Zona Bajío              |              |                        |                                |                        |                        |              |              |              |              |              |
| Local                   | Resultado    | Visitante              | Estadio                        | Fecha                  | Hora                   |              |              |              |              |              |
| Alto Rendimiento Tuzo   | 1 - 2        | Lobos París Poza Rica  | Universidad del Fútbol         | 20 de febrero          | 11:00                  |              |              |              |              |              |
| Panteras de San Andrés  | 2 - 0        | Gallos Blancos         | Casa Club León                 | 20 de febrero          | 11:00                  |              |              |              |              |              |
| CD Oro                  | 1 - 2        | América Coapa          | Municipal de Ocotlán           | 20 de febrero          | 16:00                  |              |              |              |              |              |
| Estudiantes Tecos "B"   | 2 - 2        | Académicos             | Cancha 2 Jorge Campos UAG      | 21 de febrero          | 11:00                  |              |              |              |              |              |
| Loritos U. de C.        | 0 - 1        | Inter Tehuacán         | Universitario San Jorge        | 21 de febrero          | 12:00                  |              |              |              |              |              |
| Zona Noroeste           |              |                        |                                |                        |                        |              |              |              |              |              |
| Local                   | Resultado    | Visitante              | Estadio                        | Fecha                  | Hora                   |              |              |              |              |              |
| Durango "B"             | 2 - 2        | Indios Cuauhtémoc      | Francisco Zarco                | 19 de febrero          | 16:00                  |              |              |              |              |              |
| Cachorros UANL          | 1 - 2        | CD Apodaca             | Instalaciones de Zuazua        | 20 de febrero          | 10:00                  |              |              |              |              |              |
| Orinegros Ciudad Madero | 2 - 1        | Deportivo Axtla        | Unidad Deportiva Ciudad Madero | 20 de febrero          | 20:00                  |              |              |              |              |              |
| Correcaminos UAT "B"    | 6 - 1        | UAZ                    | Prof. Eugenio Alvizo Porras    | 21 de febrero          | 15:00                  |              |              |              |              |              |
| DESCANSO                | DESCANSO     | DESCANSO               | Millonarios de La Joya         | Millonarios de La Joya | Millonarios de La Joya |              |              |              |              |              |

| Jornada 9              | Jornada 9    | Jornada 9              | Jornada 9                         | Jornada 9               | Jornada 9               | Jornada 9    | Jornada 9    | Jornada 9    | Jornada 9    | Jornada 9    |
| Zona Sureste           | Zona Sureste | Zona Sureste           | Zona Sureste                      | Zona Sureste            | Zona Sureste            | Zona Sureste | Zona Sureste | Zona Sureste | Zona Sureste | Zona Sureste |
| Local                  | Resultado    | Visitante              | Estadio                           | Fecha                   | Hora                    |              |              |              |              |              |
| ---------------------- | ------------ | ---------------------- | --------------------------------- | ----------------------- | ----------------------- | ------------ | ------------ | ------------ | ------------ | ------------ |
| Emperadores de Texcoco | 2 - 1        | Jaguares de Tabasco    | Municipal Papalotla               | 27 de febrero           | 11:00                   |              |              |              |              |              |
| Alebrijes de Oaxaca    | 0 - 3        | U.A. de Hidalgo        | Manuel Cabrera Carrasquedo        | 27 de febrero           | 15:00                   |              |              |              |              |              |
| FICUMDEP Xalapa        | 0 - 0        | Tulancingo             | Deportivo Los Pinos               | 28 de febrero           | 12:00                   |              |              |              |              |              |
| Cuautla                | 3 - 1        | Valle del Mezquital    | Isidro Gil Tapia                  | 28 de febrero           | 16:00                   |              |              |              |              |              |
| DESCANSO               | DESCANSO     | DESCANSO               | Lobos Prepa                       | Lobos Prepa             | Lobos Prepa             |              |              |              |              |              |
| Zona Bajío             |              |                        |                                   |                         |                         |              |              |              |              |              |
| Local                  | Resultado    | Visitante              | Estadio                           | Fecha                   | Hora                    |              |              |              |              |              |
| América Coapa          | 0 - 2        | Panteras de San Andrés | Inst. Club América Coapa          | 26 de febrero           | 15:00                   |              |              |              |              |              |
| Inter Tehuacán         | 4 - 0        | Alto Rendimiento Tuzo  | Dptvo. Plutarco Elías Calles      | 27 de febrero           | 12:00                   |              |              |              |              |              |
| Lobos París Poza Rica  | 3 - 0        | CD Oro                 | 18 de Marzo                       | 27 de febrero           | 19:30                   |              |              |              |              |              |
| Académicos             | 5 - 0        | Loritos U. de C.       | Club Atlas Chapalita              | 28 de febrero           | 12:00                   |              |              |              |              |              |
| Gallos Blancos         | 0 - 4        | Estudiantes Tecos "B"  | U.D. Hermanos López Rayón         | 28 de febrero           | 15:00                   |              |              |              |              |              |
| Zona Noroeste          |              |                        |                                   |                         |                         |              |              |              |              |              |
| Local                  | Resultado    | Visitante              | Estadio                           | Fecha                   | Hora                    |              |              |              |              |              |
| UAZ                    | 1 - 2        | Durango "B"            | Campo Empastado Minera Fresnillo  | 27 de febrero           | 15:00                   |              |              |              |              |              |
| Indios Cuauhtémoc      | 0 - 0        | Millonarios de La Joya | Olímpico Municipal Cd. Cuauhtémoc | 27 de febrero           | 15:00                   |              |              |              |              |              |
| CD Apodaca             | 0 - 2        | Correcaminos UAT "B"   | Unidad Deportiva Centro           | 27 de febrero           | 20:00                   |              |              |              |              |              |
| Deportivo Axtla        | 3 - 2        | Cachorros UANL         | Municipal Garzas Blancas          | 28 de febrero           | 13:00                   |              |              |              |              |              |
| DESCANSO               | DESCANSO     | DESCANSO               | Orinegros Ciudad Madero           | Orinegros Ciudad Madero | Orinegros Ciudad Madero |              |              |              |              |              |

| Jornada 10             | Jornada 10   | Jornada 10              | Jornada 10                        | Jornada 10          | Jornada 10          | Jornada 10   | Jornada 10   | Jornada 10   | Jornada 10   | Jornada 10   |
| Zona Sureste           | Zona Sureste | Zona Sureste            | Zona Sureste                      | Zona Sureste        | Zona Sureste        | Zona Sureste | Zona Sureste | Zona Sureste | Zona Sureste | Zona Sureste |
| Local                  | Resultado    | Visitante               | Estadio                           | Fecha               | Hora                |              |              |              |              |              |
| ---------------------- | ------------ | ----------------------- | --------------------------------- | ------------------- | ------------------- | ------------ | ------------ | ------------ | ------------ | ------------ |
| Emperadores de Texcoco | 2 - 3        | U.A. de Hidalgo         | Municipal Papalotla               | 6 de marzo          | 11:00               |              |              |              |              |              |
| Alebrijes de Oaxaca    | 1 - 0        | Cuautla                 | Manuel Cabrera Carrasquedo        | 6 de marzo          | 15:00               |              |              |              |              |              |
| FICUMDEP Xalapa        | 3 - 3        | Lobos Prepa             | Deportivo Los Pinos               | 7 de marzo          | 12:00               |              |              |              |              |              |
| Tulancingo             | 4 - 0        | Valle del Mezquital     | Primero de Mayo                   | 7 de marzo          | 12:00               |              |              |              |              |              |
| DESCANSO               | DESCANSO     | DESCANSO                | Jaguares de Tabasco               | Jaguares de Tabasco | Jaguares de Tabasco |              |              |              |              |              |
| Zona Bajío             |              |                         |                                   |                     |                     |              |              |              |              |              |
| Local                  | Resultado    | Visitante               | Estadio                           | Fecha               | Hora                |              |              |              |              |              |
| América Coapa          | 1 - 0        | Gallos Blancos          | Inst. Club América Coapa          | 5 de marzo          | 15:00               |              |              |              |              |              |
| Inter Tehuacán         | 1 - 0        | CD Oro                  | Dptvo. Plutarco Elías Calles      | 6 de marzo          | 12:00               |              |              |              |              |              |
| Lobos París Poza Rica  | 1 - 2        | Panteras de San Andrés  | 18 de Marzo                       | 6 de marzo          | 19:30               |              |              |              |              |              |
| Loritos U. de C.       | 2 - 2        | Estudiantes Tecos "B"   | Universitario San Jorge           | 7 de marzo          | 12:00               |              |              |              |              |              |
| Académicos             | 3 - 0        | Alto Rendimiento Tuzo   | Club Atlas Chapalita              | 7 de marzo          | 16:00               |              |              |              |              |              |
| Zona Noroeste          |              |                         |                                   |                     |                     |              |              |              |              |              |
| Local                  | Resultado    | Visitante               | Estadio                           | Fecha               | Hora                |              |              |              |              |              |
| Correcaminos UAT "B"   | 1 - 1        | Cachorros UANL          | Prof. Eugenio Alvizo Porras       | 5 de marzo          | 16:00               |              |              |              |              |              |
| Indios Cuauhtémoc      | 0 - 0        | Orinegros Ciudad Madero | Olímpico Municipal Cd. Cuauhtémoc | 6 de marzo          | 15:00               |              |              |              |              |              |
| UAZ                    | 6 - 1        | Millonarios de La Joya  | Campo Empastado Minera Fresnillo  | 6 de marzo          | 15:00               |              |              |              |              |              |
| CD Apodaca             | 1 - 1        | Durango "B"             | Unidad Deportiva Centro           | 6 de marzo          | 20:00               |              |              |              |              |              |
| DESCANSO               | DESCANSO     | DESCANSO                | Deportivo Axtla                   | Deportivo Axtla     | Deportivo Axtla     |              |              |              |              |              |

| Jornada 11              | Jornada 11   | Jornada 11             | Jornada 11                     | Jornada 11      | Jornada 11      | Jornada 11   | Jornada 11   | Jornada 11   | Jornada 11   | Jornada 11   |
| Zona Sureste            | Zona Sureste | Zona Sureste           | Zona Sureste                   | Zona Sureste    | Zona Sureste    | Zona Sureste | Zona Sureste | Zona Sureste | Zona Sureste | Zona Sureste |
| Local                   | Resultado    | Visitante              | Estadio                        | Fecha           | Hora            |              |              |              |              |              |
| ----------------------- | ------------ | ---------------------- | ------------------------------ | --------------- | --------------- | ------------ | ------------ | ------------ | ------------ | ------------ |
| Lobos Prepa             | 0 - 1        | Tulancingo             | Ciudad Universitaria Puebla    | 13 de marzo     | 13:00           |              |              |              |              |              |
| Jaguares de Tabasco     | 2 - 1        | FICUMDEP Xalapa        | Cefor Atlante Tabasco          | 13 de marzo     | 15:30           |              |              |              |              |              |
| Valle del Mezquital     | 2 - 2        | Alebrijes de Oaxaca    | San Juan                       | 13 de marzo     | 16:00           |              |              |              |              |              |
| Cuautla                 | 3 - 1        | Emperadores de Texcoco | Isidro Gil Tapia               | 14 de marzo     | 16:00           |              |              |              |              |              |
| DESCANSO                | DESCANSO     | DESCANSO               | U.A. de Hidalgo                | U.A. de Hidalgo | U.A. de Hidalgo |              |              |              |              |              |
| Zona Bajío              |              |                        |                                |                 |                 |              |              |              |              |              |
| Local                   | Resultado    | Visitante              | Estadio                        | Fecha           | Hora            |              |              |              |              |              |
| Alto Rendimiento Tuzo   | 2 - 2        | Loritos U. de C.       | Universidad del Fútbol         | 13 de marzo     | 11:00           |              |              |              |              |              |
| Panteras de San Andrés  | 1 - 0        | Inter Tehuacán         | N.D.                           | 13 de marzo     | 11:00           |              |              |              |              |              |
| CD Oro                  | 1 - 4        | Académicos             | Municipal de Ocotlán           | 13 de marzo     | 16:00           |              |              |              |              |              |
| Estudiantes Tecos "B"   | 0 - 0        | América Coapa          | Cancha 2 Jorge Campos UAG      | 14 de marzo     | 11:00           |              |              |              |              |              |
| Gallos Blancos          | 0 - 1        | Lobos París Poza Rica  | U.D. Hermanos López Rayón      | 14 de marzo     | 15:00           |              |              |              |              |              |
| Zona Noroeste           |              |                        |                                |                 |                 |              |              |              |              |              |
| Local                   | Resultado    | Visitante              | Estadio                        | Fecha           | Hora            |              |              |              |              |              |
| Millonarios de La Joya  | 0 - 0        | CD Apodaca             | Capital Deportiva              | 12 de marzo     | 16:00           |              |              |              |              |              |
| Durango "B"             | 1 - 1        | Correcaminos UAT "B"   | Francisco Zarco                | 12 de marzo     | 16:00           |              |              |              |              |              |
| Orinegros Ciudad Madero | 3 - 0        | UAZ                    | Unidad Deportiva Ciudad Madero | 12 de marzo     | 20:00           |              |              |              |              |              |
| Deportivo Axtla         | 2 - 2        | Indios Cuauhtémoc      | Municipal Garzas Blancas       | 14 de marzo     | 16:00           |              |              |              |              |              |
| DESCANSO                | DESCANSO     | DESCANSO               | Cachorros UANL                 | Cachorros UANL  | Cachorros UANL  |              |              |              |              |              |

| Jornada 12             | Jornada 12   | Jornada 12              | Jornada 12                       | Jornada 12        | Jornada 12        | Jornada 12   | Jornada 12   | Jornada 12   | Jornada 12   | Jornada 12   |
| Zona Sureste           | Zona Sureste | Zona Sureste            | Zona Sureste                     | Zona Sureste      | Zona Sureste      | Zona Sureste | Zona Sureste | Zona Sureste | Zona Sureste | Zona Sureste |
| Local                  | Resultado    | Visitante               | Estadio                          | Fecha             | Hora              |              |              |              |              |              |
| ---------------------- | ------------ | ----------------------- | -------------------------------- | ----------------- | ----------------- | ------------ | ------------ | ------------ | ------------ | ------------ |
| Emperadores de Texcoco | 2 - 2        | Alebrijes de Oaxaca     | Municipal Papalotla              | 20 de marzo       | 11:00             |              |              |              |              |              |
| Lobos Prepa            | 6 - 0        | Valle del Mezquital     | Ciudad Universitaria Puebla      | 20 de marzo       | 13:00             |              |              |              |              |              |
| FICUMDEP Xalapa        | 0 - 6        | U.A. de Hidalgo         | Deportivo Los Pinos              | 21 de marzo       | 12:00             |              |              |              |              |              |
| Tulancingo             | 5 - 2        | Jaguares de Tabasco     | Primero de Mayo                  | 21 de marzo       | 12:00             |              |              |              |              |              |
| DESCANSO               | DESCANSO     | DESCANSO                | Cuautla                          | Cuautla           | Cuautla           |              |              |              |              |              |
| Zona Bajío             |              |                         |                                  |                   |                   |              |              |              |              |              |
| Local                  | Resultado    | Visitante               | Estadio                          | Fecha             | Hora              |              |              |              |              |              |
| Estudiantes Tecos "B"  | 0 - 1        | Alto Rendimiento Tuzo   | Cancha 2 Jorge Campos UAG        | 20 de marzo       | 11:00             |              |              |              |              |              |
| Inter Tehuacán         | 1 - 1        | Gallos Blancos          | Deportivo Contel                 | 20 de marzo       | 12:00             |              |              |              |              |              |
| Lobos París Poza Rica  | 0 - 0        | América Coapa           | 18 de Marzo                      | 20 de marzo       | 19:30             |              |              |              |              |              |
| Académicos             | 2 - 1        | Panteras de San Andrés  | Club Atlas Chapalita             | 21 de marzo       | 12:00             |              |              |              |              |              |
| Loritos U. de C.       | 4 - 1        | CD Oro                  | Universitario San Jorge          | 21 de marzo       | 12:00             |              |              |              |              |              |
| Zona Noroeste          |              |                         |                                  |                   |                   |              |              |              |              |              |
| Local                  | Resultado    | Visitante               | Estadio                          | Fecha             | Hora              |              |              |              |              |              |
| Durango "B"            | 2 - 2        | Cachorros UANL          | Francisco Zarco                  | 19 de marzo       | 16:00             |              |              |              |              |              |
| Correcaminos UAT "B"   | 10 - 0       | Millonarios de La Joya  | Prof. Eugenio Alvizo Porras      | 19 de marzo       | 16:00             |              |              |              |              |              |
| UAZ                    | 2 - 1        | Deportivo Axtla         | Campo Empastado Minera Fresnillo | 20 de marzo       | 15:00             |              |              |              |              |              |
| CD Apodaca             | 2 - 3        | Orinegros Ciudad Madero | Capital Deportiva                | 20 de marzo       | 20:30             |              |              |              |              |              |
| DESCANSO               | DESCANSO     | DESCANSO                | Indios Cuauhtémoc                | Indios Cuauhtémoc | Indios Cuauhtémoc |              |              |              |              |              |

| Jornada 13              | Jornada 13   | Jornada 13             | Jornada 13                     | Jornada 13          | Jornada 13          | Jornada 13   | Jornada 13   | Jornada 13   | Jornada 13   | Jornada 13   |
| Zona Sureste            | Zona Sureste | Zona Sureste           | Zona Sureste                   | Zona Sureste        | Zona Sureste        | Zona Sureste | Zona Sureste | Zona Sureste | Zona Sureste | Zona Sureste |
| Local                   | Resultado    | Visitante              | Estadio                        | Fecha               | Hora                |              |              |              |              |              |
| ----------------------- | ------------ | ---------------------- | ------------------------------ | ------------------- | ------------------- | ------------ | ------------ | ------------ | ------------ | ------------ |
| U.A. de Hidalgo         | 1 - 1        | Tulancingo             | Club Hidalguense               | 24 de marzo         | 12:00               |              |              |              |              |              |
| Jaguares de Tabasco     | 0 - 2        | Lobos Prepa            | Cefor Atlante Tabasco          | 24 de marzo         | 15:30               |              |              |              |              |              |
| Valle del Mezquital     | 7 - 4        | Emperadores de Texcoco | San Juan                       | 24 de marzo         | 16:00               |              |              |              |              |              |
| Cuautla                 | 7 - 0        | FICUMDEP Xalapa        | Isidro Gil Tapia               | 25 de marzo         | 16:00               |              |              |              |              |              |
| DESCANSO                | DESCANSO     | DESCANSO               | Alebrijes de Oaxaca            | Alebrijes de Oaxaca | Alebrijes de Oaxaca |              |              |              |              |              |
| Zona Bajío              |              |                        |                                |                     |                     |              |              |              |              |              |
| Local                   | Resultado    | Visitante              | Estadio                        | Fecha               | Hora                |              |              |              |              |              |
| Estudiantes Tecos "B"   | 1 - 2        | Lobos París Poza Rica  | Cancha 2 Jorge Campos UAG      | 24 de marzo         | 11:00               |              |              |              |              |              |
| América Coapa           | 3 - 0        | Inter Tehuacán         | Inst. Club América Coapa       | 24 de marzo         | 15:00               |              |              |              |              |              |
| CD Oro                  | 2 - 2        | Alto Rendimiento Tuzo  | Municipal de Ocotlán           | 24 de marzo         | 16:00               |              |              |              |              |              |
| Panteras de San Andrés  | 3 - 2        | Loritos U. de C.       | Casa Club León                 | 25 de marzo         | 11:00               |              |              |              |              |              |
| Gallos Blancos          | 0 - 0        | Académicos             | U.D. Hermanos López Rayón      | 25 de marzo         | 15:00               |              |              |              |              |              |
| Zona Noroeste           |              |                        |                                |                     |                     |              |              |              |              |              |
| Local                   | Resultado    | Visitante              | Estadio                        | Fecha               | Hora                |              |              |              |              |              |
| Cachorros UANL          | 1 - 1        | Indios Cuauhtémoc      | Instalaciones de Zuazua        | 23 de marzo         | 10:00               |              |              |              |              |              |
| Deportivo Axtla         | 0 - 4        | CD Apodaca             | Municipal Garzas Blancas       | 23 de marzo         | 16:00               |              |              |              |              |              |
| Millonarios de La Joya  | 1 - 3        | Durango "B"            | Capital Deportiva              | 23 de marzo         | 16:00               |              |              |              |              |              |
| Orinegros Ciudad Madero | 1 - 3        | Correcaminos UAT "B"   | Unidad Deportiva Ciudad Madero | 23 de marzo         | 20:00               |              |              |              |              |              |
| DESCANSO                | DESCANSO     | DESCANSO               | UAZ                            | UAZ                 | UAZ                 |              |              |              |              |              |

| Jornada 14             | Jornada 14   | Jornada 14              | Jornada 14                       | Jornada 14             | Jornada 14             | Jornada 14   | Jornada 14   | Jornada 14   | Jornada 14   | Jornada 14   |
| Zona Sureste           | Zona Sureste | Zona Sureste            | Zona Sureste                     | Zona Sureste           | Zona Sureste           | Zona Sureste | Zona Sureste | Zona Sureste | Zona Sureste | Zona Sureste |
| Local                  | Resultado    | Visitante               | Estadio                          | Fecha                  | Hora                   |              |              |              |              |              |
| ---------------------- | ------------ | ----------------------- | -------------------------------- | ---------------------- | ---------------------- | ------------ | ------------ | ------------ | ------------ | ------------ |
| Lobos Prepa            | 1 - 0        | U.A. de Hidalgo         | Ciudad Universitaria Puebla      | 27 de marzo            | 13:00                  |              |              |              |              |              |
| Jaguares de Tabasco    | 2 - 2        | Valle del Mezquital     | Cefor Atlante Tabasco            | 27 de marzo            | 15:30                  |              |              |              |              |              |
| FICUMDEP Xalapa        | 0 - 3        | Alebrijes de Oaxaca     | Deportivo Los Pinos              | 28 de marzo            | 12:00                  |              |              |              |              |              |
| Tulancingo             | 2 - 3        | Cuautla                 | Primero de Mayo                  | 28 de marzo            | 12:00                  |              |              |              |              |              |
| DESCANSO               | DESCANSO     | DESCANSO                | Emperadores de Texcoco           | Emperadores de Texcoco | Emperadores de Texcoco |              |              |              |              |              |
| Zona Bajío             |              |                         |                                  |                        |                        |              |              |              |              |              |
| Local                  | Resultado    | Visitante               | Estadio                          | Fecha                  | Hora                   |              |              |              |              |              |
| Inter Tehuacán         | 1 - 0        | Lobos París Poza Rica   | Dptvo. Plutarco Elías Calles     | 27 de marzo            | 12:00                  |              |              |              |              |              |
| CD Oro                 | 2 - 1        | Estudiantes Tecos "B"   | Municipal de Ocotlán             | 27 de marzo            | 16:00                  |              |              |              |              |              |
| Alto Rendimiento Tuzo  | 1 - 3        | Panteras de San Andrés  | Universidad del Fútbol           | 28 de marzo            | 11:00                  |              |              |              |              |              |
| Académicos             | 1 - 0        | América Coapa           | Club Atlas Chapalita             | 28 de marzo            | 12:00                  |              |              |              |              |              |
| Loritos U. de C.       | 1 - 0        | Gallos Blancos          | Universitario San Jorge          | 28 de marzo            | 12:00                  |              |              |              |              |              |
| Zona Noroeste          |              |                         |                                  |                        |                        |              |              |              |              |              |
| Local                  | Resultado    | Visitante               | Estadio                          | Fecha                  | Hora                   |              |              |              |              |              |
| Correcaminos UAT "B"   | 4 - 1        | Deportivo Axtla         | Prof. Eugenio Alvizo Porras      | 26 de marzo            | 16:00                  |              |              |              |              |              |
| UAZ                    | 1 - 1        | Indios Cuauhtémoc       | Campo Empastado Minera Fresnillo | 27 de marzo            | 15:00                  |              |              |              |              |              |
| Durango "B"            | 2 - 1        | Orinegros Ciudad Madero | Francisco Zarco                  | 28 de marzo            | 11:00                  |              |              |              |              |              |
| Millonarios de La Joya | 2 - 6        | Cachorros UANL          | Capital Deportiva                | 14 de abril            | 16:00                  |              |              |              |              |              |
| DESCANSO               | DESCANSO     | DESCANSO                | CD Apodaca                       | CD Apodaca             | CD Apodaca             |              |              |              |              |              |

| Jornada 15              | Jornada 15   | Jornada 15             | Jornada 15                        | Jornada 15           | Jornada 15           | Jornada 15   | Jornada 15   | Jornada 15   | Jornada 15   | Jornada 15   |
| Zona Sureste            | Zona Sureste | Zona Sureste           | Zona Sureste                      | Zona Sureste         | Zona Sureste         | Zona Sureste | Zona Sureste | Zona Sureste | Zona Sureste | Zona Sureste |
| Local                   | Resultado    | Visitante              | Estadio                           | Fecha                | Hora                 |              |              |              |              |              |
| ----------------------- | ------------ | ---------------------- | --------------------------------- | -------------------- | -------------------- | ------------ | ------------ | ------------ | ------------ | ------------ |
| U.A. de Hidalgo         | 10 - 0       | Jaguares de Tabasco    | Club Hidalguense                  | 2 de abril           | 12:00                |              |              |              |              |              |
| Emperadores de Texcoco  | 3 - 1        | FICUMDEP Xalapa        | Municipal Papalotla               | 3 de abril           | 11:00                |              |              |              |              |              |
| Alebrijes de Oaxaca     | 2 - 1        | Tulancingo             | Manuel Cabrera Carrasquedo        | 3 de abril           | 15:00                |              |              |              |              |              |
| Cuautla                 | 1 - 1        | Lobos Prepa            | Isidro Gil Tapia                  | 4 de abril           | 16:00                |              |              |              |              |              |
| DESCANSO                | DESCANSO     | DESCANSO               | Valle del Mezquital               | Valle del Mezquital  | Valle del Mezquital  |              |              |              |              |              |
| Zona Bajío              |              |                        |                                   |                      |                      |              |              |              |              |              |
| Local                   | Resultado    | Visitante              | Estadio                           | Fecha                | Hora                 |              |              |              |              |              |
| América Coapa           | 5 - 0        | Loritos U. de C.       | Inst. Club América Coapa          | 2 de abril           | 15:00                |              |              |              |              |              |
| Panteras de San Andrés  | 3 - 0        | CD Oro                 | Granja Las Maravillas             | 3 de abril           | 11:00                |              |              |              |              |              |
| Lobos París Poza Rica   | 0 - 0        | Académicos             | 18 de Marzo                       | 3 de abril           | 19:30                |              |              |              |              |              |
| Estudiantes Tecos "B"   | 0 - 0        | Inter Tehuacán         | Cancha 2 Jorge Campos UAG         | 4 de abril           | 11:00                |              |              |              |              |              |
| Gallos Blancos          | 3 - 0        | Alto Rendimiento Tuzo  | U.D. Hermanos López Rayón         | 4 de abril           | 15:00                |              |              |              |              |              |
| Zona Noroeste           |              |                        |                                   |                      |                      |              |              |              |              |              |
| Local                   | Resultado    | Visitante              | Estadio                           | Fecha                | Hora                 |              |              |              |              |              |
| Cachorros UANL          | 5 - 2        | UAZ                    | Instalaciones de Zuazua           | 16 de marzo          | 16:30                |              |              |              |              |              |
| Orinegros Ciudad Madero | 6 - 3        | Millonarios de La Joya | Unidad Deportiva Ciudad Madero    | 2 de abril           | 20:00                |              |              |              |              |              |
| Indios Cuauhtémoc       | 1 - 0        | CD Apodaca             | Olímpico Municipal Cd. Cuauhtémoc | 3 de abril           | 15:00                |              |              |              |              |              |
| Deportivo Axtla         | 1 - 1        | Durango "B"            | Municipal Garzas Blancas          | 4 de abril           | 16:00                |              |              |              |              |              |
| DESCANSO                | DESCANSO     | DESCANSO               | Correcaminos UAT "B"              | Correcaminos UAT "B" | Correcaminos UAT "B" |              |              |              |              |              |

| Jornada 16              | Jornada 16   | Jornada 16             | Jornada 16                     | Jornada 16      | Jornada 16      | Jornada 16   | Jornada 16   | Jornada 16   | Jornada 16   | Jornada 16   |
| Zona Sureste            | Zona Sureste | Zona Sureste           | Zona Sureste                   | Zona Sureste    | Zona Sureste    | Zona Sureste | Zona Sureste | Zona Sureste | Zona Sureste | Zona Sureste |
| Local                   | Resultado    | Visitante              | Estadio                        | Fecha           | Hora            |              |              |              |              |              |
| ----------------------- | ------------ | ---------------------- | ------------------------------ | --------------- | --------------- | ------------ | ------------ | ------------ | ------------ | ------------ |
| U.A. de Hidalgo         | 5 - 0        | Valle del Mezquital    | Club Hidalguense               | 9 de abril      | 12:00           |              |              |              |              |              |
| Lobos Prepa             | 1 - 0        | Alebrijes de Oaxaca    | Ciudad Universitaria Puebla    | 10 de abril     | 13:00           |              |              |              |              |              |
| Jaguares de Tabasco     | 1 - 4        | Cuautla                | Cefor Atlante Tabasco          | 10 de abril     | 15:30           |              |              |              |              |              |
| Tulancingo              | 7 - 1        | Emperadores de Texcoco | Primero de Mayo                | 11 de abril     | 12:00           |              |              |              |              |              |
| DESCANSO                | DESCANSO     | DESCANSO               | FICUMDEP Xalapa                | FICUMDEP Xalapa | FICUMDEP Xalapa |              |              |              |              |              |
| Zona Bajío              |              |                        |                                |                 |                 |              |              |              |              |              |
| Local                   | Resultado    | Visitante              | Estadio                        | Fecha           | Hora            |              |              |              |              |              |
| Alto Rendimiento Tuzo   | 1 - 4        | América Coapa          | Universidad del Fútbol         | 10 de abril     | 11:00           |              |              |              |              |              |
| Panteras de San Andrés  | 2 - 0        | Estudiantes Tecos "B"  | Granja Las Maravillas          | 10 de abril     | 11:00           |              |              |              |              |              |
| CD Oro                  | 2 - 2        | Gallos Blancos         | Municipal de Ocotlán           | 10 de abril     | 16:00           |              |              |              |              |              |
| Académicos              | 1 - 2        | Inter Tehuacán         | Club Atlas Chapalita           | 11 de abril     | 12:00           |              |              |              |              |              |
| Loritos U. de C.        | 1 - 1        | Lobos París Poza Rica  | Universitario San Jorge        | 11 de abril     | 12:00           |              |              |              |              |              |
| Zona Noroeste           |              |                        |                                |                 |                 |              |              |              |              |              |
| Local                   | Resultado    | Visitante              | Estadio                        | Fecha           | Hora            |              |              |              |              |              |
| Correcaminos UAT "B"    | 2 - 0        | Indios Cuauhtémoc      | Prof. Eugenio Alvizo Porras    | 9 de abril      | 16:00           |              |              |              |              |              |
| Millonarios de La Joya  | 2 - 4        | Deportivo Axtla        | Capital Deportiva              | 9 de abril      | 16:00           |              |              |              |              |              |
| CD Apodaca              | 3 - 0        | UAZ                    | Capital Deportiva              | 10 de abril     | 20:00           |              |              |              |              |              |
| Orinegros Ciudad Madero | 0 - 3        | Cachorros UANL         | Unidad Deportiva Ciudad Madero | Otorgado        | Otorgado        |              |              |              |              |              |
| DESCANSO                | DESCANSO     | DESCANSO               | Durango "B"                    | Durango "B"     | Durango "B"     |              |              |              |              |              |

| Jornada 17             | Jornada 17   | Jornada 17              | Jornada 17                        | Jornada 17             | Jornada 17             | Jornada 17   | Jornada 17   | Jornada 17   | Jornada 17   | Jornada 17   |
| Zona Sureste           | Zona Sureste | Zona Sureste            | Zona Sureste                      | Zona Sureste           | Zona Sureste           | Zona Sureste | Zona Sureste | Zona Sureste | Zona Sureste | Zona Sureste |
| Local                  | Resultado    | Visitante               | Estadio                           | Fecha                  | Hora                   |              |              |              |              |              |
| ---------------------- | ------------ | ----------------------- | --------------------------------- | ---------------------- | ---------------------- | ------------ | ------------ | ------------ | ------------ | ------------ |
| Emperadores de Texcoco | 3 - 6        | Lobos Prepa             | Municipal Papalotla               | 17 de abril            | 11:00                  |              |              |              |              |              |
| Alebrijes de Oaxaca    | 2 - 0        | Jaguares de Tabasco     | Manuel Cabrera Carrasquedo        | 17 de abril            | 15:00                  |              |              |              |              |              |
| FICUMDEP Xalapa        | 6 - 1        | Valle del Mezquital     | Deportivo Los Pinos               | 18 de abril            | 12:00                  |              |              |              |              |              |
| Cuautla                | 4 - 0        | U.A. de Hidalgo         | Isidro Gil Tapia                  | 18 de abril            | 16:00                  |              |              |              |              |              |
| DESCANSO               | DESCANSO     | DESCANSO                | Tulancingo                        | Tulancingo             | Tulancingo             |              |              |              |              |              |
| Zona Bajío             |              |                         |                                   |                        |                        |              |              |              |              |              |
| Local                  | Resultado    | Visitante               | Estadio                           | Fecha                  | Hora                   |              |              |              |              |              |
| América Coapa          | 2 - 0        | CD Oro                  | Inst. Club América Coapa          | 16 de abril            | 15:00                  |              |              |              |              |              |
| Inter Tehuacán         | 2 - 1        | Loritos U. de C.        | Dptvo. Plutarco Elías Calles      | 17 de abril            | 12:00                  |              |              |              |              |              |
| Lobos París Poza Rica  | 5 - 1        | Alto Rendimiento Tuzo   | 18 de Marzo                       | 17 de abril            | 19:30                  |              |              |              |              |              |
| Académicos             | 1 - 0        | Estudiantes Tecos "B"   | Club Atlas Chapalita              | 18 de abril            | 12:00                  |              |              |              |              |              |
| Gallos Blancos         | 1 - 1        | Panteras de San Andrés  | U.D. Hermanos López Rayón         | 18 de abril            | 15:00                  |              |              |              |              |              |
| Zona Noroeste          |              |                         |                                   |                        |                        |              |              |              |              |              |
| Local                  | Resultado    | Visitante               | Estadio                           | Fecha                  | Hora                   |              |              |              |              |              |
| UAZ                    | 0 - 1        | Correcaminos UAT "B"    | Campo Empastado Minera Fresnillo  | 17 de abril            | 15:00                  |              |              |              |              |              |
| Indios Cuauhtémoc      | 1 - 0        | Durango "B"             | Olímpico Municipal Cd. Cuauhtémoc | 17 de abril            | 15:00                  |              |              |              |              |              |
| CD Apodaca             | 0 - 0        | Cachorros UANL          | Capital Deportiva                 | 17 de abril            | 20:00                  |              |              |              |              |              |
| Deportivo Axtla        | 3 - 0        | Orinegros Ciudad Madero | Municipal Garzas Blancas          | Otorgado               | Otorgado               |              |              |              |              |              |
| DESCANSO               | DESCANSO     | DESCANSO                | Millonarios de La Joya            | Millonarios de La Joya | Millonarios de La Joya |              |              |              |              |              |

| Jornada 18             | Jornada 18   | Jornada 18             | Jornada 18                  | Jornada 18              | Jornada 18              | Jornada 18   | Jornada 18   | Jornada 18   | Jornada 18   | Jornada 18   |
| Zona Sureste           | Zona Sureste | Zona Sureste           | Zona Sureste                | Zona Sureste            | Zona Sureste            | Zona Sureste | Zona Sureste | Zona Sureste | Zona Sureste | Zona Sureste |
| Local                  | Resultado    | Visitante              | Estadio                     | Fecha                   | Hora                    |              |              |              |              |              |
| ---------------------- | ------------ | ---------------------- | --------------------------- | ----------------------- | ----------------------- | ------------ | ------------ | ------------ | ------------ | ------------ |
| U.A. de Hidalgo        | 4 - 0        | Alebrijes de Oaxaca    | Club Hidalguense            | 24 de abril             | 15:00                   |              |              |              |              |              |
| Valle del Mezquital    | 2 - 0        | Cuautla                | San Juan                    | 24 de abril             | 15:00                   |              |              |              |              |              |
| Tulancingo             | 4 - 0        | FICUMDEP Xalapa        | Primero de Mayo             | 24 de abril             | 15:00                   |              |              |              |              |              |
| Jaguares de Tabasco    | 0 - 0        | Emperadores de Texcoco | Cefor Atlante Tabasco       | 24 de abril             | 15:30                   |              |              |              |              |              |
| DESCANSO               | DESCANSO     | DESCANSO               | Lobos Prepa                 | Lobos Prepa             | Lobos Prepa             |              |              |              |              |              |
| Zona Bajío             |              |                        |                             |                         |                         |              |              |              |              |              |
| Local                  | Resultado    | Visitante              | Estadio                     | Fecha                   | Hora                    |              |              |              |              |              |
| Loritos U. de C.       | 1 - 4        | Académicos             | Universitario San Jorge     | 24 de abril             | 15:00                   |              |              |              |              |              |
| Alto Rendimiento Tuzo  | 0 - 9        | Inter Tehuacán         | Universidad del Fútbol      | 24 de abril             | 15:00                   |              |              |              |              |              |
| Panteras de San Andrés | 1 - 2        | América Coapa          | Granja Las Maravillas       | 24 de abril             | 15:00                   |              |              |              |              |              |
| CD Oro                 | 2 - 1        | Lobos París Poza Rica  | Municipal de Ocotlán        | 24 de abril             | 15:00                   |              |              |              |              |              |
| Estudiantes Tecos "B"  | 3 - 3        | Gallos Blancos         | Cancha 2 Jorge Campos UAG   | 25 de abril             | 11:00                   |              |              |              |              |              |
| Zona Noroeste          |              |                        |                             |                         |                         |              |              |              |              |              |
| Local                  | Resultado    | Visitante              | Estadio                     | Fecha                   | Hora                    |              |              |              |              |              |
| Correcaminos UAT "B"   | 6 - 3        | CD Apodaca             | Prof. Eugenio Alvizo Porras | 23 de abril             | 15:00                   |              |              |              |              |              |
| Durango "B"            | 1 - 3        | UAZ                    | Francisco Zarco             | 23 de abril             | 15:00                   |              |              |              |              |              |
| Cachorros UANL         | 11 - 2       | Deportivo Axtla        | Instalaciones de Zuazua     | 24 de abril             | 15:00                   |              |              |              |              |              |
| Millonarios de La Joya | 1 - 3        | Indios Cuauhtémoc      | Capital Deportiva           | 24 de abril             | 15:00                   |              |              |              |              |              |
| DESCANSO               | DESCANSO     | DESCANSO               | Orinegros Ciudad Madero     | Orinegros Ciudad Madero | Orinegros Ciudad Madero |              |              |              |              |              |

## Tabla de promedios
| Posición | Equipo                              | Puntos | Juegos | Cociente |
| -------- | ----------------------------------- | ------ | ------ | -------- |
| 1.       | Titanes de Tulancingo               | 74     | 31     | 2.3870   |
| 2.       | América Coapa                       | 85     | 36     | 2.3611   |
| 3.       | Correcaminos UAT "B"                | 73     | 32     | 2.2812   |
| 4.       | U.A. de Hidalgo                     | 73     | 32     | 2.2812   |
| 5.       | Lobos Prepa                         | 71     | 32     | 2.2187   |
| 6.       | Durango "B"                         | 65     | 32     | 2.0312   |
| 7.       | Académicos                          | 73     | 36     | 2.0277   |
| 8.       | Cachorros de la UANL                | 64     | 32     | 2.0000   |
| 9.       | Loritos de la Universidad de Colima | 71     | 36     | 1.9722   |
| 10.      | Indios Cuauhtémoc                   | 62     | 32     | 1.9375   |
| 11.      | Cuautla                             | 62     | 32     | 1.9375   |
| 12.      | Inter Tehuacán                      | 68     | 36     | 1.8888   |
| 13.      | Lobos París Poza Rica               | 57     | 36     | 1.5833   |
| 14.      | Panteras de San Andrés              | 54     | 36     | 1.5000   |
| 15.      | Estudiantes Tecos "B"               | 48     | 32     | 1.5000   |
| 16.      | Orinegros de Ciudad Madero          | 45     | 32     | 1.4062   |
| 17.      | Alebrijes de Oaxaca                 | 43     | 32     | 1.3437   |
| 18.      | Valle del Mezquital                 | 40     | 31     | 1.2903   |
| 19.      | CD Apodaca                          | 41     | 32     | 1.2812   |
| 20.      | UAZ                                 | 37     | 32     | 1.1562   |
| 21.      | CD Oro                              | 37     | 32     | 1.1562   |
| 22.      | FICUMDEP Xalapa                     | 37     | 32     | 1.1562   |
| 23.      | Deportivo Axtla                     | 34     | 32     | 1.0625   |
| 24.      | Gallos Blancos de Izcalli           | 35     | 36     | 0.9722   |
| 25.      | Jaguares de Tabasco                 | 14     | 31     | 0.4516   |
| 26.      | Emperadores de Texcoco              | 12     | 31     | 0.3870   |
| 27.      | Millonarios de La Joya              | 11     | 32     | 0.3437   |
| 28.      | Alto Rendimiento Tuzo               | 10     | 36     | 0.2777   |

     Descienden a la Tercera División.

## Liguilla
|  | Cuartos de final                             | Cuartos de final                             | Cuartos de final                             |       |                 | Semifinales                      | Semifinales                      | Semifinales                      |  |  | Final                               | Final                               | Final                               |
|  | 28 y 29 de abril (Ida) 1 y 2 de mayo(Vuelta) | 28 y 29 de abril (Ida) 1 y 2 de mayo(Vuelta) | 28 y 29 de abril (Ida) 1 y 2 de mayo(Vuelta) |       |                 | 5 de mayo(Ida) 8 de mayo(Vuelta) | 5 de mayo(Ida) 8 de mayo(Vuelta) | 5 de mayo(Ida) 8 de mayo(Vuelta) |  |  | 12 de mayo(Ida) 15 de mayo (Vuelta) | 12 de mayo(Ida) 15 de mayo (Vuelta) | 12 de mayo(Ida) 15 de mayo (Vuelta) |
|  |                                              |                                              |                                              |       |                 |                                  |                                  |                                  |  |  |                                     |                                     |                                     |
|  | América Coapa                                | 3                                            | 2                                            |       |                 |                                  |                                  |                                  |  |  |                                     |                                     |                                     |
|  | Tulancingo                                   | 2                                            | 0                                            |       |                 |                                  |                                  |                                  |  |  |                                     |                                     |                                     |
|  | Tulancingo                                   | 2                                            | 0                                            |       | América Coapa   | 0                                | 1 (4)                            |                                  |  |  |                                     |                                     |                                     |
|  |                                              |                                              |                                              |       | América Coapa   | 0                                | 1 (4)                            |                                  |  |  |                                     |                                     |                                     |
|  |                                              | Inter Tehuacán                               | 0                                            | 1 (1) |                 |                                  |                                  |                                  |  |  |                                     |                                     |                                     |
|  | Correcaminos UAT "B"                         | Inter Tehuacán                               | 0                                            | 1 (1) | 0               | 1                                |                                  |                                  |  |  |                                     |                                     |                                     |
|  | Correcaminos UAT "B"                         |                                              |                                              |       | 0               | 1                                |                                  |                                  |  |  |                                     |                                     |                                     |
|  | Inter Tehuacán                               | 2                                            | 1                                            |       |                 |                                  |                                  |                                  |  |  |                                     |                                     |                                     |
|  |                                              |                                              |                                              |       |                 |                                  |                                  |                                  |  |  | América Coapa                       | 3                                   | 2                                   |
|  |                                              |                                              | U.A. de Hidalgo                              | 3     | 3               |                                  |                                  |                                  |  |  |                                     |                                     |                                     |
|  | Académicos                                   | 0                                            | 1                                            |       |                 |                                  |                                  |                                  |  |  |                                     |                                     |                                     |
|  | U.A. de Hidalgo                              | 3                                            | 1                                            |       |                 |                                  |                                  |                                  |  |  |                                     |                                     |                                     |
|  | U.A. de Hidalgo                              | 3                                            | 1                                            |       | U.A. de Hidalgo | 0                                | 4                                |                                  |  |  |                                     |                                     |                                     |
|  |                                              |                                              |                                              |       | U.A. de Hidalgo | 0                                | 4                                |                                  |  |  |                                     |                                     |                                     |
|  |                                              | Indios Cuauhtémoc                            | 1                                            | 2     |                 |                                  |                                  |                                  |  |  |                                     |                                     |                                     |
|  | Lobos Prepa                                  | Indios Cuauhtémoc                            | 1                                            | 2     | 0               | 2 (5)                            |                                  |                                  |  |  |                                     |                                     |                                     |
|  | Lobos Prepa                                  |                                              |                                              |       | 0               | 2 (5)                            |                                  |                                  |  |  |                                     |                                     |                                     |
|  | Indios Cuauhtémoc                            | 2                                            | 0 (6)                                        |       |                 |                                  |                                  |                                  |  |  |                                     |                                     |                                     |

### Cuartos de final
| 28 de abril de 2010, 15:00 (UTC -5) | Tulancingo                      | 2:3 (2:1) | América Coapa                                          | Estadio Primero de Mayo, Tulancingo, Hidalgo                     |                                                                  |
|                                     | C. Castro 4' · J. Manríquez 13' | Reporte   | 45' J. León y Vélez · 61' L. Gallardo · 77' L. Sampayo | Asistencia: 500 espectadores Árbitro(s): Daniel Monroy Hernández | Asistencia: 500 espectadores Árbitro(s): Daniel Monroy Hernández |

| 1 de mayo de 2010, 15:00 (UTC -5)              | América Coapa                 | 2:0 (2:0) (Global 5:2) | Tulancingo | Instalaciones Club América, Ciudad de México                        |                                                                     |
|                                                | J. Reyes 11' · R. Jiménez 30' | Reporte                |            | Asistencia: 150 espectadores Árbitro(s): Mauricio Martínez Figueroa | Asistencia: 150 espectadores Árbitro(s): Mauricio Martínez Figueroa |
| América Coapa avanzó a Semifinales. Global 5-2 |                               |                        |            |                                                                     |                                                                     |

| 28 de abril de 2010, 16:00 (UTC -5) | Inter Tehuacán                | 2:0 (1:0) | Correcaminos UAT "B" | Deportivo Contel, Ciudad de México                           |                                                              |
|                                     | J. Moncada 39' · L. López 51' | Reporte   |                      | Asistencia: 200 espectadores Árbitro(s): Erick Arce Castillo | Asistencia: 200 espectadores Árbitro(s): Erick Arce Castillo |

| 1 de mayo de 2010, 16:00 (UTC -5)               | Correcaminos UAT "B" | 1:1 (0:1) (Global 1:3) | Inter Tehuacán | Estadio Profesor Eugenio Alvizo Porras, Ciudad Victoria, Tamaulipas |                                                                 |
|                                                 | R. Ramírez 88'       | Reporte                | 5' H. Beltrán  | Asistencia: 500 espectadores Árbitro(s): Humberto Sánchez Reyna     | Asistencia: 500 espectadores Árbitro(s): Humberto Sánchez Reyna |
| Inter Tehuacán avanzó a Semifinales. Global 1-3 |                      |                        |                |                                                                     |                                                                 |

| 29 de abril de 2010, 12:00 (UTC -5) | U.A. de Hidalgo                     | 3:0 (1:0) | Académicos | Club Hidalguense, Pachuca, Hidalgo                                  |                                                                     |
|                                     | M. González 24', 84' · A. López 66' | Reporte   |            | Asistencia: 300 espectadores Árbitro(s): Quetzalli Alvarado Godínez | Asistencia: 300 espectadores Árbitro(s): Quetzalli Alvarado Godínez |

| 2 de mayo de 2010, 12:00 (UTC -5)                | Académicos     | 1:1 (0:0) (Global 1:4) | U.A. de Hidalgo | Club Atlas Chapalita, Zapopan, Jalisco                                    |                                                                           |
|                                                  | J. Barraza 89' | Reporte                | 81' E. Quiróz   | Asistencia: 100 espectadores Árbitro(s): José de Jesús Rodríguez Calderón | Asistencia: 100 espectadores Árbitro(s): José de Jesús Rodríguez Calderón |
| U.A. de Hidalgo avanzó a Semifinales. Global 1-4 |                |                        |                 |                                                                           |                                                                           |

| 28 de abril de 2010, 19:00 (UTC -6) | Indios Cuauhtémoc             | 2:0 (1:0) | Lobos Prepa | Estadio Olímpico de Cuauhtémoc, Cuauhtémoc, Chihuahua          |                                                                |
|                                     | S. Orduña 31' · A. Torres 86' | Reporte   |             | Asistencia: 1 000 espectadores Árbitro(s): Hernán Ramírez Díaz | Asistencia: 1 000 espectadores Árbitro(s): Hernán Ramírez Díaz |

| 1 de mayo de 2010, 13:00 (UTC -5)                                      | Lobos Prepa        | 2:0 (1:0) (5:6 p.)(Global 2:2) | Indios Cuauhtémoc | Ciudad Universitaria de Puebla, Puebla, Puebla               |                                                              |
|                                                                        | C. Arenas 12', 85' | Reporte                        |                   | Asistencia: 130 espectadores Árbitro(s): Arturo Cruz Hurtado | Asistencia: 130 espectadores Árbitro(s): Arturo Cruz Hurtado |
| Indios Cuauhtémoc avanzó a Semifinales tras 5-6 en penales. Global 2-2 |                    |                                |                   |                                                              |                                                              |

### Semifinales
| 5 de mayo de 2010, 12:00 (UTC -5) | Inter Tehuacán | 0:0     | América Coapa | Deportivo Contel, Ciudad de México                         |                                                            |
|                                   |                | Reporte |               | Asistencia: 200 espectadores Árbitro(s): Uriel Olvera Ríos | Asistencia: 200 espectadores Árbitro(s): Uriel Olvera Ríos |

| 8 de mayo de 2010, 15:00 (UTC -5)                                     | América Coapa | 1:1 (0:0) (4:1 p.)(Global 1:1) | Inter Tehuacán | Instalaciones Club América, Ciudad de México                      |                                                                   |
|                                                                       | J. Barona 88' | Reporte                        | 67' L. López   | Asistencia: 300 espectadores Árbitro(s): Jesús Bisguerra Mendiola | Asistencia: 300 espectadores Árbitro(s): Jesús Bisguerra Mendiola |
| América Coapa avanzó a la Final tras ganar 4-1 en penales. Global 1-1 |               |                                |                |                                                                   |                                                                   |

| 5 de mayo de 2010, 19:00 (UTC -6) | Indios Cuauhtémoc | 1:0 (1:0) | U.A. de Hidalgo | Estadio Olímpico de Cuauhtémoc, Cuauhtémoc, Chihuahua              |                                                                    |
|                                   | S. Orduña 31'     | Reporte   |                 | Asistencia: 1 000 espectadores Árbitro(s): Osvaldo Hernández Cobos | Asistencia: 1 000 espectadores Árbitro(s): Osvaldo Hernández Cobos |

| 8 de mayo de 2010, 12:00 (UTC -5)             | U.A. de Hidalgo                                      | 4:2 (2:1) (Global 4:3) | Indios Cuauhtémoc                | Club Hidalguense, Pachuca, Hidalgo                          |                                                             |
|                                               | A. Romero 1' · M. González 24', 90+1' · A. López 83' | Reporte                | 28' S. Orduña · 82' A. Maldonado | Asistencia: 300 espectadores Árbitro(s): Ángel Monroy Bello | Asistencia: 300 espectadores Árbitro(s): Ángel Monroy Bello |
| U.A. de Hidalgo avanzó a la Final. Global 4-3 |                                                      |                        |                                  |                                                             |                                                             |

### Final
| 12 de mayo de 2010, 12:00 (UTC -5) | U.A. de Hidalgo                 | 3:3 (2:0) | América Coapa                      | Club Hidalguense, Pachuca, Hidalgo                                        |                                                                           |
|                                    | E. Bravo 6', 42' · A. López 63' | Reporte   | 52', 75' D. Acosta · 73' J. Ortega | Asistencia: 500 espectadores Árbitro(s): Óscar Bernardo Villagómez Gurría | Asistencia: 500 espectadores Árbitro(s): Óscar Bernardo Villagómez Gurría |

| 15 de mayo de 2010, 15:00 (UTC -5)                              | América Coapa                    | 2:3 (1:0) (Global 5:6) | U.A. de Hidalgo                                | Instalaciones Club América, Ciudad de México                   |                                                                |
|                                                                 | J. Maldonado 25' · I. García 52' | Reporte                | 62' M. González · 65' E. Bravo · 74' D. Acosta | Asistencia: 1 000 espectadores Árbitro(s): Roberto Ríos Jácome | Asistencia: 1 000 espectadores Árbitro(s): Roberto Ríos Jácome |
| U.A de Hidalgo campeón del Torneo Bicentenario 2010. Global 5-6 |                                  |                        |                                                |                                                                |                                                                |

| Campeón Bicentenario 2010 |
| ------------------------- |
|                           |
| U.A. de Hidalgo           |
| 2º Título                 |